# Jimo (Chine)
Pour les articles homonymes, voir Jimo.
Jimo (即墨 ; pinyin : Jìmò) est une ville de la province du Shandong en Chine. C'est une ville-district placée sous la juridiction administrative de la ville sous-provinciale de Qingdao.

## Démographie
La population du district était de 1 063 107 habitants en 1999.